# 澤西徽章
澤西徽章的圖案是紅色盾牌上三頭金色的豹子。澤西徽章開始啟用於1297年，最先使用的人是愛德華一世。1907年，愛德華七世正式批准其成為澤西的官方徽章。澤西徽章和諾曼底、耿西以及英格蘭的徽章非常接近。1981年開始，澤西徽章成為澤西旗幟圖案的一部分。